# U-Bahn Tokio
Die U-Bahn Tokio (jap. 東京の地下鉄, Tōkyō no chikatetsu) ist mit jährlich ca. 3,1 Milliarden Fahrgästen das am stärksten in Anspruch genommene U-Bahn-Netz der Welt. Die 13 Linien der Tokioter U-Bahn werden täglich von durchschnittlich 8,5 Millionen Fahrgästen genutzt (zuzüglich S- und Regionalbahnen). Betreiber sind zwei unabhängige Unternehmen: die städtisch-staatliche Aktiengesellschaft Tōkyō Metro und die städtische Toei-U-Bahn.
Eine Besonderheit ist die Verknüpfung und gemeinsame Nutzung der Strecken mit insgesamt elf Bahngesellschaften, u. a. JR East und Keisei Dentetsu. Bei zehn U-Bahn-Linien (alle außer Ginza, Marunouchi und Ōedo) erfolgt eine umsteigefreie Durchbindung der Vorstadt- und Regionalzüge in das U-Bahn-Netz. Je nach kooperierender Vorortbahn haben die einzelnen U-Bahn-Strecken verschiedene Spurweiten (1.067 mm, 1.372 mm, 1.435 mm).

## Geschichte
Die erste U-Bahn-Strecke wurde am 30. Dezember 1927 zwischen Asakusa und Ueno eröffnet (heute ein Teil der Ginza-Linie). Ihr Bau und ihre Planung gehen auf den Tokioter Bürgermeister Gotō Shimpei (1920–1923) zurück. Alle anderen Strecken wurden erst nach dem Zweiten Weltkrieg eröffnet, beginnend mit der Marunouchi-Linie im Jahr 1954. Die neueste Linie ist die Fukutoshin-Linie, der zentrale Abschnitt wurde 2008 in Betrieb genommen.

## Betreiber

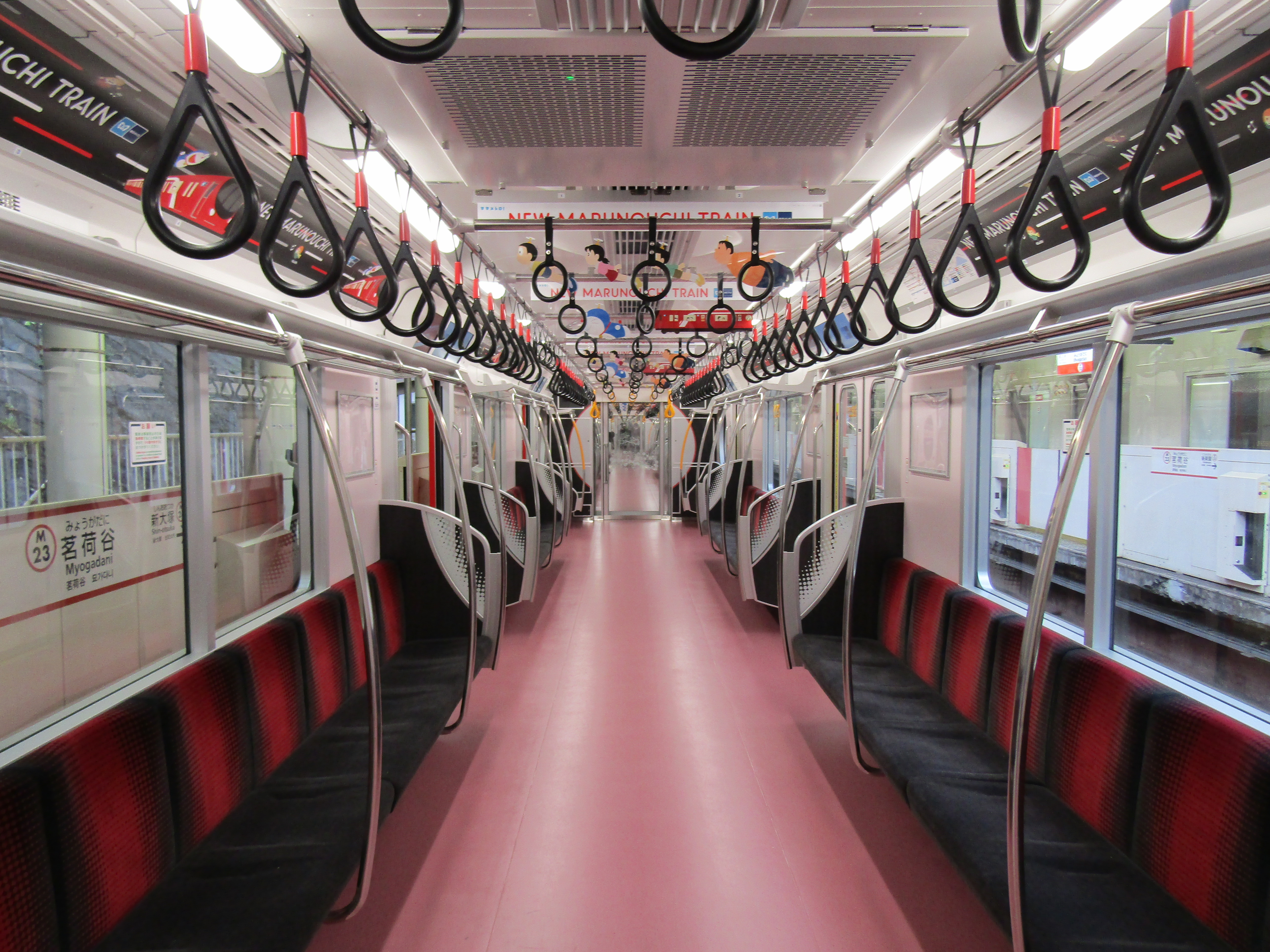
Fahrgastraum der Marunouchi-Linie (Linie 4 der Tokyo Metro) im Jahr 2019

Die Tōkyō Metro wurde 1941 als Teito Kōsokudo Kōtsū Eidan – kurz Eidan – zwecks Ausbau der Ginza-Linie und Bau acht anderer Linien (Marunouchi, Hibiya, Tōzai, Chiyoda, Yūrakuchō, Hanzōmon, Namboku und Fukutoshin) gegründet. Die Aktien befanden sich 2008 noch komplett im Besitz des Staates und der Präfektur Tokio.
Im Jahre 2014 bedient sie mit neun Linien täglich 6,8 Millionen Passagiere auf 195,1 km Streckenlänge und 179 Stationen. Tokyo Metro erzielte im Fiskaljahr 2005 einen Gewinn von 43,53 Milliarden Yen und ist damit neben der Hongkonger U-Bahn der weltweit einzige profitabel arbeitende U-Bahn-Betreiber.
Die Toei-U-Bahn wurde 1960 von der Präfektur Tokio gegründet. Sie transportiert täglich 2 Millionen Passagiere auf vier Linien mit 109 km Streckenlänge und 106 Stationen. Toei ist die Abkürzung für „von der Hauptstadtpräfektur betrieben“. Verantwortlich ist das Verkehrsamt von Tokio, das auch die meisten Buslinien und die einzige Straßenbahnlinie in Tokio betreibt.
Darüber hinaus gibt es zahlreiche andere Bahnlinien, die teilweise unterirdisch verlaufen, beispielsweise die TWR Rinkai-Linie, der Abschnitt Shinagawa–Ryōgoku der JR Yokosuka-Linie und die JR Keiyō-Linie zwischen Tokio und Shin-Kiba. Baulich gesehen sind sie U-Bahnen, da ihre Trassen jedoch getrennt und unabhängig vom eigentlichen U-Bahn-Netz betrieben werden, werden sie hier nicht als U-Bahn aufgeführt.

## Linien
In dieser Tabelle sind die gemeinsam genutzten Abschnitte Wakoshi – Kotake-Mukaihara der Linien F und Y sowie Shirokane-Takanawa – Meguro der Linien N und I doppelt erfasst. Außerdem sind die Bahnhöfe und Strecken der im durchgehenden Betrieb bedienten anderen Bahnen bei der Länge und der Bahnhofsanzahl nicht berücksichtigt.
| Betreiber   | Linie  | Name             | Strecke | Strecke | Länge    | Spurweite | Anzahl Bahnhöfe | Fahrgäste (tägl.) | Durchbindung zu anderen Linien |
| ----------- | ------ | ---------------- | --- | --- | -------- | --------- | --------------- | ----------------- | --- |
| Tōkyō Metro | G      | Ginza-Linie      | Shibuya – Akasaka-mitsuke – Shimbashi – Ginza – Nihombashi – Ueno – Asakusa | Shibuya – Akasaka-mitsuke – Shimbashi – Ginza – Nihombashi – Ueno – Asakusa | 14,3 km  | 1435 mm   | 19              | 1.059.000         | – |
| Tōkyō Metro | M      | Marunouchi-Linie | Ikebukuro – Korakuen – Ōtemachi – Tokio – Ginza – Akasaka-mitsuke – Yotsuya – Shinjuku – Nakano-sakaue – | Ogikubo | 24,2 km  | 1435 mm   | 25              | 1.232.000         | – |
| Tōkyō Metro | Mb     | Marunouchi-Linie | Ikebukuro – Korakuen – Ōtemachi – Tokio – Ginza – Akasaka-mitsuke – Yotsuya – Shinjuku – Nakano-sakaue – | Hōnanchō | 3,2 km   | 1435 mm   | 3               | 1.232.000         | – |
| Tōkyō Metro | H      | Hibiya-Linie     | Naka-Meguro – Ebisu – Roppongi – Hibiya – Ginza – Hatchōbori – Akihabara – Ueno – Minami-Senju – Kita-Senju | Naka-Meguro – Ebisu – Roppongi – Hibiya – Ginza – Hatchōbori – Akihabara – Ueno – Minami-Senju – Kita-Senju | 20,3 km  | 1067 mm   | 21              | 1.133.000         | Tōbu Skytree- und Nikkō-Linien |
| Tōkyō Metro | T      | Tōzai-Linie      | Nakano – Takadanobaba – Iidabashi – Ōtemachi – Nihombashi – Monzen-nakachō – Kasai – Nishi-Funabashi | Nakano – Takadanobaba – Iidabashi – Ōtemachi – Nihombashi – Monzen-nakachō – Kasai – Nishi-Funabashi | 30,8 km  | 1067 mm   | 23              | 1.365.000         | JR Chūō-Sōbu-Linie, Tōyō Kōsoku-Linie |
| Tōkyō Metro | C      | Chiyoda-Linie    | Yoyogi-Uehara – Meiji-jingūmae – Hibiya – Ōtemachi – Yushima – Nishi-Nippori – Kita-Senju – Ayase – Kita-Ayase | Yoyogi-Uehara – Meiji-jingūmae – Hibiya – Ōtemachi – Yushima – Nishi-Nippori – Kita-Senju – Ayase – Kita-Ayase | 27 km    | 1067 mm   | 20              | 1.180.000         | JR Jōban-Linie, Odakyū Odawara- und Tama-Linie                                                                                           |
| Tōkyō Metro | Y      | Yūrakuchō-Linie  | Wakōshi – Chikatetsu-akatsuka – Ikebukuro – Iidabashi – Ichigaya – Nagatachō – Yūrakuchō – Ginza-itchōme – Tsukishima – Toyosu – Shin-Kiba | Wakōshi – Chikatetsu-akatsuka – Ikebukuro – Iidabashi – Ichigaya – Nagatachō – Yūrakuchō – Ginza-itchōme – Tsukishima – Toyosu – Shin-Kiba | 28,3 km  | 1067 mm   | 24              | 1.028.000         | Tōbu Tōjō-Hauptlinie, Seibu Yūrakuchō- und Ikebukuro-Linien                                                                              |
| Tōkyō Metro | Z      | Hanzōmon-Linie   | Shibuya – – Nagatachō – Ōtemachi – Kiyosumi-shirakawa – Kinshichō – Oshiage | Shibuya – – Nagatachō – Ōtemachi – Kiyosumi-shirakawa – Kinshichō – Oshiage | 16,9 km  | 1067 mm   | 14              | 961.000           | Tōkyū Den’entoshi-Linie, Tōbu Isesaki-, Skytree- und Nikkō-Linien                                                                        |
| Tōkyō Metro | N      | Namboku-Linie    | Akabane-iwabuchi – Ōji – Korakuen – Iidabashi – Ichigaya – Yotsuya – Nagatachō – Shirokane-Takanawa – Meguro | Akabane-iwabuchi – Ōji – Korakuen – Iidabashi – Ichigaya – Yotsuya – Nagatachō – Shirokane-Takanawa – Meguro | 21,3 km  | 1067 mm   | 19              | 497.000           | Tōkyū Meguro-Linie, Saitama Kōsoku-Linie                                                                                                 |
| Tōkyō Metro | F      | Fukutoshin-Linie | Wakōshi – Chikatetsu-akatsuka – Kotake-mukaihara – Ikebukuro – Shinjuku-sanchōme – Meiji-jingūmae – Shibuya | Wakōshi – Chikatetsu-akatsuka – Kotake-mukaihara – Ikebukuro – Shinjuku-sanchōme – Meiji-jingūmae – Shibuya | 20,2 km  | 1067 mm   | 16              | 501.000           | Tōbu Tōjō-Hauptlinie, Seibu Yūrakuchō- und Seibu Ikebukuro-Linien, Tōkyū Tōyoko-Linie, Yokohama Kōsoku Tetsudō                           |
| Toei-U-Bahn | A      | Asakusa-Linie    | Nishi-magome – Gotanda – Mita – Shimbashi – Nihombashi – Asakusa – Oshiage | Nishi-magome – Gotanda – Mita – Shimbashi – Nihombashi – Asakusa – Oshiage | 18,3 km  | 1435 mm   | 20              | 670.000           | Keikyū Haupt-, Zushi-, Flughafen-, Kurihama-Linien, Keisei Haupt-, Narita-Flughafen-, Oshiage-, Higashi-Narita-Linien, Shibayama Railway |
| Toei-U-Bahn | I      | Mita-Linie       | Nishi-Takashimadaira – Shin-itabashi – Sugamo – Kasuga – Ōtemachi – Hibiya – Mita – Shirokane-Takanawa – Meguro | Nishi-Takashimadaira – Shin-itabashi – Sugamo – Kasuga – Ōtemachi – Hibiya – Mita – Shirokane-Takanawa – Meguro | 26,5 km  | 1067 mm   | 27              | 601.000           | Tōkyū Meguro-Linie |
| Toei-U-Bahn | S      | Shinjuku-Linie   | Shinjuku – Ichigaya – Jimbōchō – Morishita – Sumiyoshi – Moto-Yawata | Shinjuku – Ichigaya – Jimbōchō – Morishita – Sumiyoshi – Moto-Yawata | 23,5 km  | 1372 mm   | 21              | 702.000           | Keiō-Linie, Neue Keiō-Linie, Keiō Takao-Linie, Keiō Sagamihara-Linie                                                                     |
| Toei-U-Bahn | E      | Ōedo-Linie       | Hikarigaoka – Nerima – Nakano-sakaue – Tochōmae (1.) – Shinjuku (1.) – Yoyogi – Roppongi – Shiodome – Tsukishima – Monzen-nakachō – Kiyosumi-shirakawa – Morishita – Ryogoku – Shin-okachimachi – Kasuga – Iidabashi – Shinjuku (2.) – Tochōmae (2.) | Hikarigaoka – Nerima – Nakano-sakaue – Tochōmae (1.) – Shinjuku (1.) – Yoyogi – Roppongi – Shiodome – Tsukishima – Monzen-nakachō – Kiyosumi-shirakawa – Morishita – Ryogoku – Shin-okachimachi – Kasuga – Iidabashi – Shinjuku (2.) – Tochōmae (2.) | 40,7 km  | 1435 mm   | 38              | 879.000           | – |
| gesamt      | gesamt | gesamt           | gesamt | gesamt | 315,5 km | –         | 290             | 11.808.000        | – |

(Stand: Ende 2022)

## Preissystem
Einzelpreise:

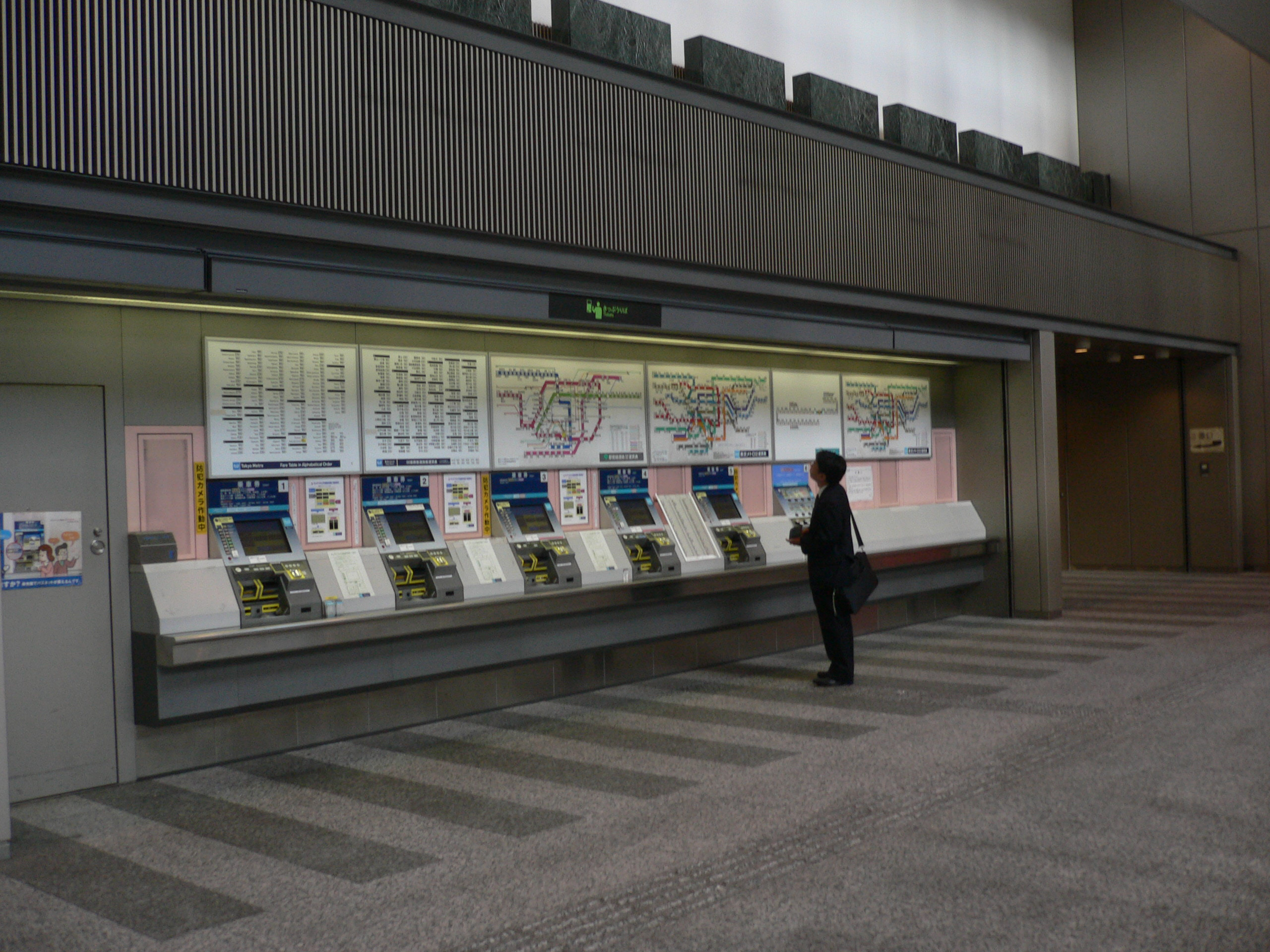
Fahrkartenautomaten (Bahnhof Roppongi)

- Tokyo Metro von 170 JPY für die ersten 6 km bis 310 JPY ab 28 km Entfernung[4]
- Toei-U-Bahn von 180 JPY für die ersten 4 km bis 430 JPY ab 28 km Entfernung[5]

Nachlass beim Übergang zwischen den Netzwerken der beiden U-Bahn-Gesellschaften: 70 JPY
Kinder bis einschließlich 11 Jahren (Grundschulkinder bis einschließlich 12 Jahren) zahlen die Hälfte, aufgerundet auf 10 JPY. Bis zu zwei Kleinkinder bis einschließlich 5 Jahren (Kindergartenkinder bis einschließlich 6 Jahren) reisen in Begleitung eines Erwachsenen oder Kindes kostenlos.
Beide U-Bahn-Betreiber sind an das Pasmo-Fahrkartenverbundsystem angeschlossen, das mit dem Suica-Verbund kompatibel ist. Mit der gleichen wiederaufladbaren Guthabenkarte können alle U-Bahn-Linien sowie die Bahnen und Busse von 52 weiteren Unternehmen (inklusive der JR-S-Bahn) genutzt werden. Ein Fahrkartenkauf ist nicht notwendig, da der Fahrpreis für eine Einzelfahrt beim Betreten und Verlassen der Bahnhöfe durch die Sperren ermittelt und direkt von der Pasmo-Karte abgebucht wird. Tages- und Mehrfahrtenkarten müssen allerdings separat am Automaten gekauft werden. Pasmo kann auch die Funktion einer Streckenzeitkarte übernehmen; innerhalb des festgelegten Streckenabschnitts wird dann kein Guthaben abgebucht.
Pasmo ist ein gemeinsames Bezahlsystem, aber kein Tarifverbund, wie er in deutschen Städten üblich ist. Beim Wechsel zwischen verschiedenen Betreibern wird jeweils ein weiteres, wenn auch reduziertes Entgelt fällig. Das gilt unabhängig davon, ob der Fahrgast eine Einzelfahrkarte löst oder direkt an der Sperre mit der Pasmo-Karte bezahlt.
Ein Rechenbeispiel verdeutlicht das Problem: Jemand fährt vom Bahnhof Meiji-jingūmae in westlicher Richtung nach Shimo-Kitazawa. Die Entfernung beträgt nur vier Stationen oder 3,6 km. Bis zum Bahnhof Yoyogi-uehara wird die Linie von Tokyo Metro betrieben, danach von Odakyū. Der Fahrgast muss zwar nicht unbedingt umsteigen, weil viele Züge durchgebunden werden, aber er bezahlt für die Fahrt 280 JPY. Das entspricht dem Mindestpreis von Tokyo Metro (170 JPY) plus dem Mindestpreis von Odakyū (130 JPY), abzüglich eines Nachlasses von 20 JPY. Das ist deutlich teurer als eine Fahrt über dieselbe Entfernung bei einem einzelnen Betreiber: Tokyo Metro berechnet bis 6 km 170 JPY, Odakyū berechnet für 4 bis 6 km 160 JPY.
Für Touristen werden 72-Stunden-Tickets, die an Flughäfen, in Touristeninformationen und in ausgesuchten Geschäften und Hotels erhältlich sind und zur Benutzung der gesamten U-Bahnstrecken in Tokio berechtigen, angeboten. Erwachsene bezahlen hierfür 1500 Yen.

## Technik und Ausstattung

### Züge

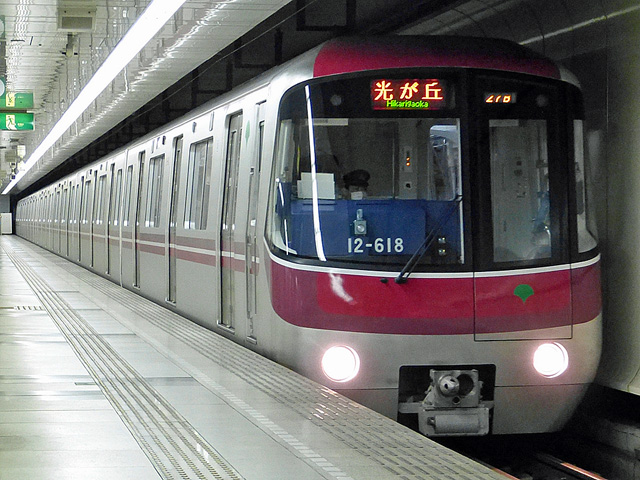
Kompakte U-Bahn der Ōedo-Linie mit Metallschiene für den Linearmotor in der Mitte des Gleiskörpers

Im Gegensatz zu den Untergrundbahnen anderer Städte werden auf den verschiedenen Linien des Tokioter Netzes Fahrzeuge mit drei verschiedenen Spurweiten, verschiedenen Stromabnehmersystemen und Spannungen eingesetzt, sodass diese Fahrzeuge jeweils nur auf ihren Linien verkehren können. Eine Ausnahme stellt der Mischbetrieb der Yurakucho- und der Fukutoshin-Linie dar.
Außergewöhnlich ist die Antriebstechnik der Ōedo-Linie. Aufgrund der Streckenführung in großer Tiefe und daher sehr hohen Baukosten (so betrugen die Baukosten pro Meter an der mit 42,3 Metern tiefsten Stelle am Bahnhof Roppongi bis zu 30 Millionen Yen) musste der Tunnelquerschnitt und damit die Wagenhöhe möglichst gering gehalten werden. Um die Bauhöhe zu minimieren, werden die Züge statt mit herkömmlichen Fahrmotoren per Linearmotor angetrieben. Bei diesem Elektromotor befinden sich Elektromagnete auf der Strecke, sodass die Züge leichter und kleiner konzipiert werden können.

### Tunnelanlagen
Da Tokio sich in einer von Erdbeben gefährdeten Region befindet, ist das Netz entsprechend angepasst. Die U-Bahn-Anlagen sind so ausgelegt, dass sie ein Beben mit dem Ausmaß des Großen Kantō-Erdbebens von 1923 überstehen. Durch 31 im Netz installierte Seismometer können Vorbeben schnell erkannt und die Züge in den betroffenen Abschnitten gestoppt werden, um Entgleisungen zu verhindern.

### Bahnhöfe
Wie in Japan üblich ist der Bahnsteigbereich an allen U-Bahnhöfen abgesperrt. Zugang erhalten nur Fahrgäste mit gültigem Fahrschein, den sie bis zum Verlassen des Bahnhofs aufheben müssen, um den Zielbahnhof durch eine Sperre zu verlassen. An den Ausgängen ziehen die Ticketlesegeräte die benutzten Einzelfahrscheine ein, Zeitkarten natürlich nicht.
Im Großraum Tokio sind die Bahnhöfe der U- und Vorortbahnen je Linie durchnummeriert, beispielsweise trägt der U-Bahnhof Ōtemachi die Nummern C-11 (Chiyoda-Linie), M-18 (Marunmouchi-Linie), T-09 (Tōzai-Linie), Z-08 (Hanzōmon-Linie) und I-09 (Mita-Linie).
In der Regel wird jeder Bahnsteig nur von einer U-Bahn-Linie bedient, da die einzelnen Linien baulich voneinander weitgehend getrennt verlaufen. Die Entfernung von einem zum nächsten Bahnsteig innerhalb eines U-Bahnhofs kann mehrere hundert Meter betragen.
Einige wenige Bahnhöfe, z. B. der U-Bahnhof Ōtemachi, haben separate Zugangssperren für die einzelnen Bahnsteige. Wer hier nicht aus-, sondern umsteigen möchte, sollte den Bahnsteigbereich nur durch besonders markierte Sperren verlassen. Dort behalten die Ticketlesegeräte den Einzelfahrschein ausnahmsweise nicht ein. Die Fahrgäste nehmen ihren benutzten Fahrschein mit und haben 30 Minuten Zeit zum Umsteigen. Innerhalb dieser Zeit wird der Fahrschein von den Ticketlesern am Eingangsbereich der gewünschten Linie akzeptiert.

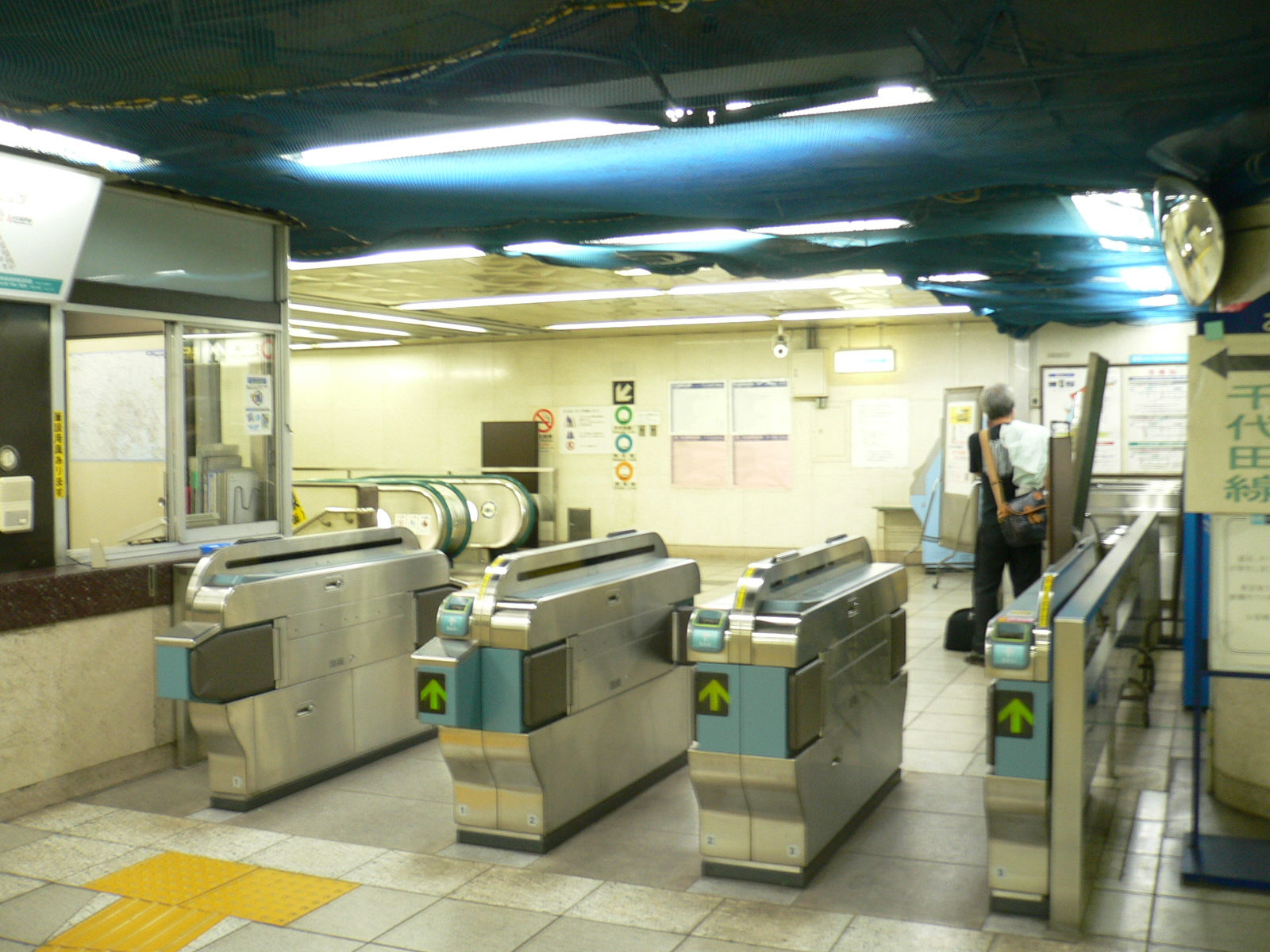
Zugangssperren (Bahnhof Kokkaigijidōmae)

Fast 90 Prozent der Bahnhöfe sind klimatisiert. Alle Bahnhöfe haben Mobiltelefonempfang, und eine große Anzahl der Bahnhöfe ist mit WLAN ausgestattet. (Zwischen den Bahnhöfen haben die Mobiltelefone in der Regel keinen Empfang, zumal Telefongespräche in den Zügen unerwünscht sind.)
Im Rahmen der Privatisierungsaktivitäten werden immer mehr Bahnhöfe neben Kiosken auch mit weiteren Geschäften ausgestattet.
Viele U-Bahnhöfe haben zahlreiche Ein- und Ausgänge, die in der Regel mit einem Buchstaben und einer Zahl durchnummeriert sind (z. B. A1, A2, A3, …, E5, …). Diese Nummer findet sich auch auf den Wegweisern in den Bahnhöfen wieder. Im Gegensatz dazu sind Ausgänge in JR-Bahnhöfen nicht nummeriert, sondern tragen Namen (Nordausgang, Westausgang, Hachikō-Ausgang etc.)
Zu den Hauptverkehrszeiten ist auf diversen U-Bahnhöfen Personal zugegen, das dazu dient, die Fahrgäste in die überfüllten Züge hineinzudrücken. Diese werden vor Ort als Oshiya bezeichnet.

### Unfälle und Kriminalität
Die U-Bahn in Tokio gilt als sehr gut gewartet und sicher. Der in der Geschichte bisher einzige Unfall mit Todesfolge war die Entgleisung eines Zuges der Hibiya-Linie in der Nähe des Bahnhofs Naka-Meguro am 8. März 2000 mit fünf Todesopfern und 60 Verletzten.
Das wohl schlimmste Ereignis in der Geschichte der Tokioter U-Bahn waren die fünf abgestimmten Sarin-Gas-Anschläge durch die Ōmu-Shinrikyō-Sekte am 20. März 1995 auf Linien, die durch das Regierungsviertel führen. 13 Menschen starben, und mehr als 6000 wurden teilweise schwer verletzt.
Pro Jahr gibt es etwa 10 bis 20 Selbstmorde.
Mit nur 736 gemeldeten Straftaten ist die Kriminalität international gesehen auf sehr niedrigem Niveau. Ein Problem sind aber sexuelle Übergriffe auf Frauen durch sogenannte Chikan.